# Motorik (Musik)
Motorik ist ein Begriff, der vor allem von Musikjournalisten verwendet wird, um den besonderen Krautrock-Rhythmus im 4/4-Takt zu bezeichnen. Motorik wurde von der Band Neu! mit dem Produzenten Conny Plank entwickelt und durch das Stück Autobahn vom gleichnamigen Album (1974) der Band Kraftwerk popularisiert. Er ist auch in den Musikstücken anderer Krautrock-Bands (Can, Faust) präsent und gilt als eines der Markenzeichen des Krautrocks.
Typisch für Motorik ist ein durchgehender pulsierender Rhythmus, der sich zehn Minuten oder länger entweder wenig oder gar nicht ändert.
Die Mitglieder der Band Neu! haben den Begriff nicht verwendet. Klaus Dinger bezeichnete den „Neu!-Beat“ manchmal als „Apache beat“. Motorik ist ebenfalls in den Musikstücken von Devo, Stereolab und David Bowie präsent.